# Polygyros
Polygyros (griechisch Πολύγυρος [pɔˈliʝirɔs] (m. sg.)) ist eine Kleinstadt mit 6121 Einwohnern in der nordgriechischen Region Zentralmakedonien. Polygyros ist Sitz der Gemeinde (Dimos) Polygyros, die bis 2010 Verwaltungssitz der ehemaligen Präfektur Chalkidiki war. Der Stadtbezirk Polygyros besteht seit 2011 aus der Kleinstadt Polygyros mit den Siedlungen Kalives Polygyrou und Patelida im Gemeindebezirk (dimotiki enotita) Polygyros (11.386 Einwohner) der Gemeinde (dimos) Polygyros.
Polygyros liegt in etwa in der geographischen Mitte der Halbinsel Chalkidiki westlich des Cholomondas-Bergzugs in einer Talsenke.

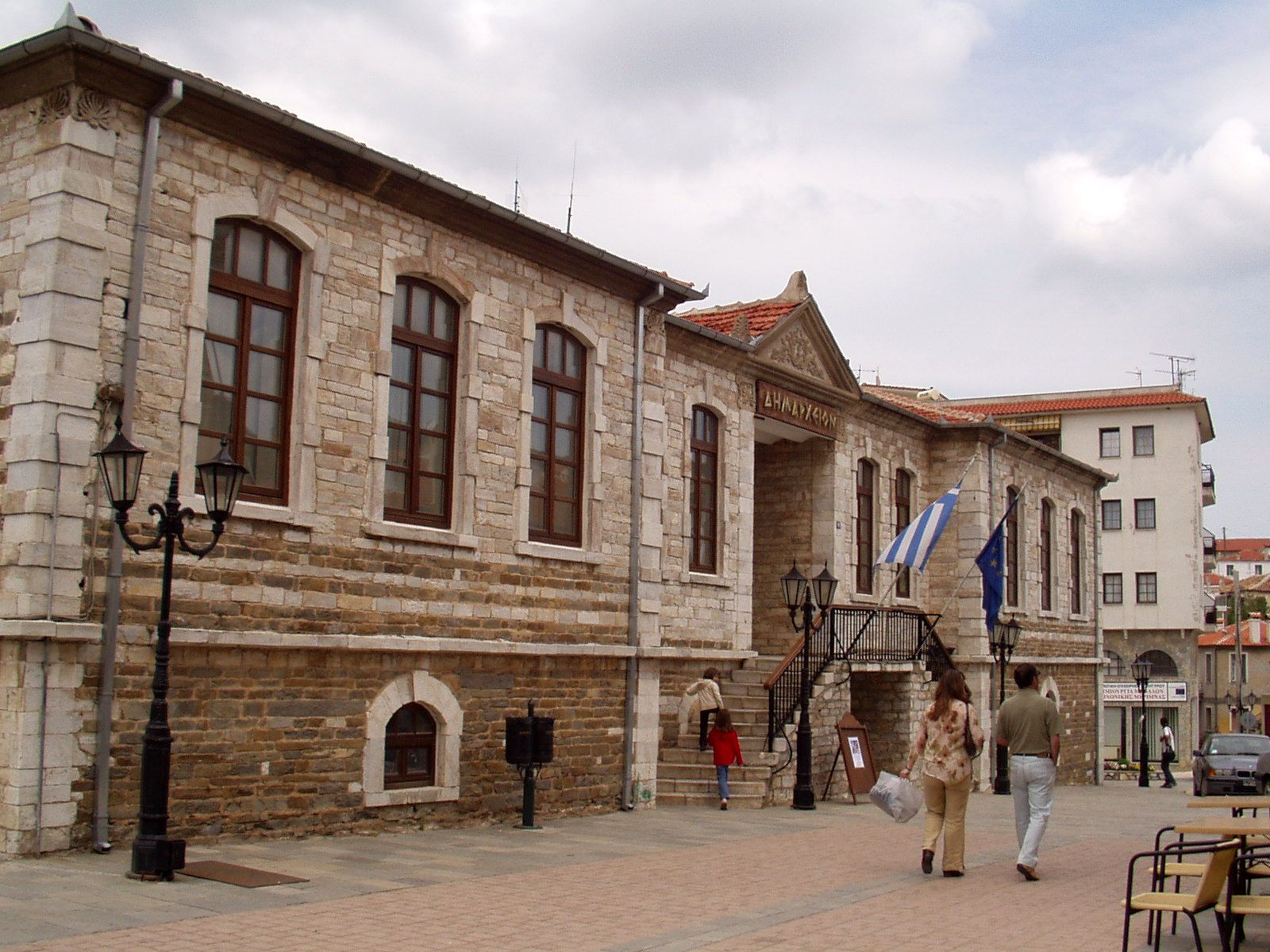
Altes Rathaus, Polygyros

Neben den Einrichtungen des Verwaltungssitzes finden sich zentral Versorgungseinrichtungen wie Krankenhaus, Gericht und das Militärbüro (entspricht dem deutschen Kreiswehrersatzamt). Polygyros beherbergt auch das archäologische Museum der Chalkidiki, in dem Fundstücke aus Ausgrabungsstätten der gesamten Chalkidiki ausgestellt sind.
Polygyros ist über gut ausgebaute Straßen mit Thessaloniki (Nationalstraße 16) und Gerakini verbunden. Eine Nebenstrecke führt über das Cholomondas-Massiv kurvenreich an Taxiarchis vorbei nach Arnea. Diese Straßenanbindungen werden im Rahmen des öffentlichen Personennahverkehrs mittels Bussen (KTEL) genutzt. Eisenbahnverbindungen existieren wie auf der gesamten Chalkidiki nicht. Der nächste nationale und internationale Verkehrsflughafen ist der Flughafen Thessaloniki.